# Бизуша Бај (Салаж)
Бизуша Бај (рум. Bizușa Băi) насеље је у Румунији у округу Салаж у општини Иљанда. Oпштина се налази на надморској висини од 219 m.

## Становништво
Према подацима из 2002. године у насељу је живело 79 становника, од којих су сви румунске националности.